# Djibo
Djibo es una ciudad de la provincia de Soum, en la región del Sahel, Burkina Faso. A 9 de diciembre de 2006 tenía una población censada de 28 990 habitantes.
Se encuentra ubicada al noreste del país, cerca de la frontera con Níger y Malí. 